# Warmwachs
Warmwachs sind besondere Wachsmischungen, die erwärmt zur Epilation von Körperhaaren verwendet werden können. Warmwachs kann auch für das Brazilian Waxing eingesetzt werden. 

## Anwendung
Die klassische Warmwachsanwendung kann sowohl in entsprechenden Studios als auch zu Hause erfolgen. Zu Beginn muss das Warmwachs geschmolzen werden. Der verflüssigte Warmwachs wird bei passender Temperatur auf die jeweiligen, zuvor gereinigten Hautpartien aufgetragen. Dies geschieht oft entweder mittels Applikator (meist einem kleinen Spachtel) oder elektrischen Roll-On-Geräten. Bei erster Variante sind auf das noch warme Wachs entsprechende Hilfen zum späteren Entfernen des Wachses aufzulegen, die in der Regel den Warmwachspackungen beiliegen. Sie bestehen aus zum Beispiel aus Papier- oder Baumwollstreifen. Nach einer kurzen Warte- bzw. Abkühlphase wird das Wachs mithilfe der Streifen entgegen der Haarwuchsrichtung ruckartig entfernt. Hierdurch werden die Haare gleichsam herausgerissen. Im Vorteil zur Rasur bleibt die Haut längere Zeit ohne Stoppeln glatt. Wie bei allen Verfahren der temporären Epilation wird auch der Einsatz von Warmwachs manchmal als schmerzhaft geschildert. Der Schmerz nimmt aber normalerweise mit der Zahl der Anwendungen ab. 

## Belege & Weblinks
- Ausreissen mittels Wachs auf haut.de
- Haarentfernung durch Wachs auf haarentfernung-und-enthaarung.de